# Stazione di Seiseki-Sakuragaoka
La stazione di Seiseki-Sakuragaoka (聖蹟桜ヶ丘駅?, Seiseki-Sakuragaoka-eki) è una stazione ferroviaria di Tama, città conurbata con Tokyo, e serve la linea Keiō della Keiō Corporation.

## Linee
Keiō Corporation
● Linea Keiō

## Struttura
La stazione dispone di due marciapiedi laterali con due binari passanti su viadotto.
| 1 | ● Linea Keiō | per Takahata-Fudō, Keiō-Hachiōji, Tama-Dōbutsukōen e Takaosanguchi                     |
| 2 | ● Linea Keiō | per Chōfu, Meidaimae, Sasazuka, Shinjuku e linea Shinjuku della metropolitana di Tokyo |

## Stazioni adiacenti
| «           | Servizio                                         | »            |
| Linea Keiō  | Linea Keiō                                       | Linea Keiō   |
| ----------- | ------------------------------------------------ | ------------ |
| Nakagawara  | Locale Rapido Espresso sezionale                 | Mogusaen     |
| Bubaigawara | Espresso Espresso Speciale Semiespresso speciale | Takahatafudō |